# 博士と助手〜細かすぎて伝わらないモノマネ選手権〜
「博士と助手〜細かすぎて伝わらないモノマネ選手権〜」（はかせとじょしゅ こまかすぎてつたわらないモノマネせんしゅけん）は、フジテレビ系列で放送されていた『とんねるずのみなさんのおかげでした』内のコーナーである。略称は「細かすぎて」。
『とんねるずのみなさんのおかげでした』放送終了後は『ザ・細かすぎて伝わらないモノマネ』というタイトルへ改題・番組化され、2018年以降は年1回、2023年以降は年2回の特別番組として『土曜プレミアム』枠で放送されている。

## 概要
「モノマネはもっとコアに、もっと深いところへ入っていかなければならない」をコンセプトに、細かすぎて周囲に伝わりづらいモノマネ芸を持つ者達にスポットを当てるゴングショー形式のモノマネ大会。出演資格はプロ・アマ問わず、予選オーディション（現在は「6次予選まである」といわれている）に合格した者が東京で行われる本放送に出演できるが、予選には毎回1000人以上が参加し、そのうち本放送に出演できるのは60組前後・もしくは120組前後と極めて狭き門である。一方で普段日の当たらないマニアックなモノマネや芸人にスポットを当てるという性質上、芸人にとってはある種登竜門的な意味合いも兼ね、河本準一（次長課長）や博多華丸（博多華丸・大吉）、いとうあさこ、山本高広、キンタロー。、横澤夏子、阿佐ヶ谷姉妹、福島善成（ガリットチュウ）、チョコレートプラネット、アイクぬわら（超新塾）、こがけん（おいでやすこが）などがブレイク。この他参加経験者からは若林正恭（オードリー）、ずん（やす、飯尾和樹）、ナイツ（土屋伸之、塙宣之）、日本エレキテル連合、おかずクラブなども別の番組などをきっかけとしてブレイクしている。一方、「参加要件はプロ・アマ問わず」「地方においてもオーディションを行って合格者を出場させる」という特性から一般参加者も度々参加しており、過去3組4名、一般参加からの優勝者（それぞれ、牧田知丈、松岡智子・柴田由美子、松本賀代）が出ている他、地方からの参加者に関しても大阪を拠点とする吉本新喜劇座員や松竹芸能大阪事務所の他、福岡吉本などに所属している芸人がほぼ毎回参加している。

### 歴史
前身番組『とんねるずのみなさんのおかげです』及び『おかげでした』初期に行われていたコント「博士と助手」のキャラクターと世界観を引き継ぐ形で、「博士と助手～外国人ものまね選手権～」が2002年6月27日に放送された。さらに、翌2003年5月2日放送の「アクションギャグ選手権」と11月13日・20日放送の「フジテレビアナウンサー一芸大会」では落下スイッチ（後述）が導入され、「ネタ披露後に落下スイッチで奈落に落とされる」というシステムが出来上がった。これらを発展させてスタートしたのが当企画である。なお、第1回と第2回は、タイトルが「こまかすぎて伝わらないモノマネ選手権」と「細」の部分がひらがな表記だった。
初期は東京圏限定で予選を行いレギュラー枠の企画として放送する形を取り、好評を受けた2005年は10月までに4回放送したが、年末に特番として放送された第7回以降は「全国大会」となり、全国で予選オーディションを行う、複数人での出場を認めるなど、企画の大型化が進んだ。その後、第8回こそレギュラー枠放送となったが、2006年以降は改編期特番の企画として年に2回、2010年以降は毎年1回開催している。この他、名物出演者を集めた紅白対抗戦や出演者同士のコラボネタが披露される「紅白モノマネ合戦」(紅白)が年末特番として放送、またこのコーナーのスピンオフとして「2億4千万のものまねメドレー選手権」(2億)がレギュラー企画として放送された。
『みなさん』の放送終了決定にともない、2017年12月21日の第23回大会をもって番組内での放送を終えた。この際、石橋貴明は「この企画だけでも持って、日テレに行きます」と語っていた。その後、フジテレビの「土曜プレミアム」枠（土曜21時 - 23時10分）の特番『ザ・細かすぎて伝わらないモノマネ』として独立することが発表され、番組終了から11ヶ月後の2018年11月24日の放送から再スタートすることになった。またこの企画を続けるきっかけとして、石橋は「続けてるのは、山下達郎さんに言われたから」とインタビューで答えている。石橋が山下と一緒にカラオケに行った後に再度石橋と山下が会う機会があり、山下より「石橋くん『みなさん』終わっちゃうの?」、「あの”細かすぎて”だけは続けてくれよ」と「細かすぎて伝わらないモノマネ選手権」だけは続けてほしいと要望されたことを明かしている。
特番ではタイトルから「博士と助手」と「選手権」が外れ、フジテレビ側では「とんねるず2人の出演が前提の『とんねるずのみなさんのおかげでした』とは別の番組」としている。放送回数も『みなさん』を引き継いだ「第24回」からではなく、2018年11月24日放送分は「第1回」となっている。また、『みなさん』のレギュラーのうち石橋とバナナマンは継続出演するが、木梨憲武と関根勤は出演しない。衣装も白衣から普通の衣装になり、セットも変わっている。

### 落下スイッチ
出場者はモノマネ披露後に審査員席の落下スイッチにより、足下の床が開いて舞台の奈落に落とされる。
- 第8回以降はモノマネの幅を広げるために複数人で出場できるようになった(第13回以降はより広くなっている)。それに伴い落下するスペースも大きくなり（いわゆる同時落下）、それまで縦開きだった床が横開きに変わった。
- 第11回以降はセット前方や出場者の入場口にも落下ポイントが設けられている。セット前方の落下ポイントは床が開く形式ではなく、実際には落とされるというより自ら落ちる（もしくは飛び降りる）システムとなっている[注 7]。

「芸人がオチをつけた瞬間に芸人を落下させる」というシステムによって、通常のモノマネでの芸人のネタ終了後の時間やすべった時の雰囲気を解消している。ネタの時間が極端に短いのも長所である（ネタ内容の説明をする時間の方が長い場合も多い）。この手法は『爆笑レッドカーペット』にも活かされている。
参加者はいつ落とされるか分からないので、落ちるタイミングや体勢、状況によっては爆笑が起き、「落ちっぷり」を一つの芸としている参加者もいる（音も無く落下する「サイレント落下」を武器とするアントニオ小猪木など。ただし、落ちるタイミングは出演者のリクエストであり、事前リハーサルもあるという話もあり）。また、第6回目のやす（ずん）や、第10回目の杉浦双亮（360°モンキーズ）は、落下時に落とし穴の外側（端の黄色い部分）に腕や足をぶつけるというハプニングもあった。第15回目では河本準一を中心としたモノマネで、敢えて落下させずに慌てる様をそのまま放送した。また、第3回紅白では、RG（レイザーラモン）が大会前のプロレスの試合で肋骨を3本折っていたため、特例としてセット横捌け口から退場することが認められた。

### ルールの変遷
- 第1回は出場者がモノマネを披露して評価してもらうという形式であり、披露したモノマネが「細かすぎて伝わらない」と判断された時には、モノマネロボが出場者を落下させていた。モノマネ披露後に落とされず、モノマネロボにチューブラーベル[注 9]を鳴らされると合格とされ、その結果コージー冨田が合格者となった（現在の優勝者の立場と同等とされる）[注 10]。ただし、落下されたものの「ある意味合格」として増谷キートンも合格者となっている[注 11]。
- 第2回以降も同様のルールで進行する。ただし、第2回以降に落とされなかった者はおらず（落ちることを前提にネタを行う者もいる）、実質的にモノマネ披露後は必ず落とされることになる。そのため、全てのモノマネが終了した後に、出演者全員（博士、助手、大博士、モノマネロボ）による合議制で審査が行われ、優勝者が決められる。
- 第3回以降は、全てのモノマネが終了した後に合議制で優勝者候補（ファイナリスト）を数人選出し、再びモノマネを披露してもらう「決勝戦」が行われる。決勝戦終了後に再び合議制で優勝者を決定。
- 第5回以降は、本戦に出場した芸人の中から、特に自信のある者が決勝戦前にもう一度モノマネを披露する「おかわりタイム」が設けられる（第4回までは、決勝戦と関係なく1人が複数回登場してモノマネを披露していた）。なお、この「おかわりタイム」に決勝戦出場者が全員出るわけではない（「おかわりタイム」に出ないで決勝戦に進出するケースも多数ある）。

また、第6・8回では「あまりにも面白すぎたため」という理由から、前後半戦という形式で2週に分けて大会が放映された。

### 全国大会の特別項目
- 全国9都市（札幌、仙台、新潟、東京、名古屋、大阪、広島、福岡、那覇）（第7回は仙台・新潟・那覇を除く6都市、第8回・第12回は新潟を除く8都市）にてオーディションを実施（全国の系列のテレビ局でオーディションが行われている）。合格者を東京のスタジオに招いて「全国大会」に参加させる。
- 第7回から落下スイッチが金色になっていたが、第8回では普通の色に戻っており第9回でまた金色に戻った。また、セットも第7回から「SPECIAL」と書かれた電飾がついていたが、第8回で一旦無くなり第9回からついていた[注 13]。

## 出演者

### 博士と助手〜細かすぎて伝わらないモノマネ選手権〜

#### 司会進行
- 博士…木梨憲武（とんねるず）

#### 解説役
- 助手 石橋くん…石橋貴明（とんねるず）

#### 審査委員長
- 大博士[注 14]>…関根勤

#### 細かすぎても伝わるモノマネロボ
落下スイッチの操作を担当。ただし、5号・日村くんは助手やゲストと同じポジションで出演。
- 1号・有田くん…有田哲平（くりぃむしちゅー）（第1回 - 第3回・第6回 - 第17回、第1回紅白・第2回紅白）
- 2号・川島くん…劇団ひとり（第4回）
- 3号・江原さん…YOU（第5回）
- 4号・設楽くん…設楽統（バナナマン）（第18回 - ファイナル、第3回紅白）
- 5号・日村くん…日村勇紀（バナナマン）（第19回 - ファイナル、第3回紅白）

#### ゲスト
- 優香（第8回・第12回）
- 細かすぎても伝わるたーふるロボ 古田くん…古田新太（第20回・第21回・第3回紅白[注 15]・ファイナル）
- 本田翼（第3回紅白・ファイナル）

### ザ・細かすぎて伝わらないモノマネ

#### 司会進行[注 16]
- 設楽統（バナナマン、第1回 - 第3回）
- 柴田英嗣（アンタッチャブル、第4回 - ）

#### コメンテーター
- 石橋貴明（とんねるず）
- 日村勇紀（バナナマン、第1回 - 第3回）
- 山崎弘也（アンタッチャブル、第4回 - ）

#### ゲスト
主に普段バラエティ番組には出演する事のない俳優（女優）がほとんどで、出演しているフジテレビ系のドラマや最新映画などの宣伝をするが、宣伝無しで出演する場合がある。また、他の芸人以外の芸能人も出演する事がある。
- 今田美桜（第1回）
- 吉沢亮（第2回）
- 川口春奈（第2回）
- 吉岡里帆（第3回）
- 中川大志（第3回）
- 満島ひかり（第4回 - 第6回、第8回）
- 眞栄田郷敦（第5回）
- 滝沢カレン（第5回）
- 山田裕貴（第6回）
- みちょぱ（第6回）
- 浜辺美波（第7回）
- 千賀滉大（第7回）
- 山下智久（第8回）
- 永野芽郁（第9回）
- 佐藤健（第9回）

### 放送データ
| 回    | 「博士と助手」時代を 含めた総回数 | 放送日                   | 放送時間（JST） | 備考                 | 平均視聴率 |
| ----- | --------------------------------- | ------------------------ | --------------- | -------------------- | ---------- |
| 第1回 | 25回目                            | 2018年11月24日（土曜日） | 21:00 - 23:10   | 『土曜プレミアム』枠 | 10.4%      |
| 第2回 | 26回目                            | 2019年12月14日（土曜日） | 21:30 - 23:40   | 『土曜プレミアム』枠 | 10.1%      |
| 第3回 | 27回目                            | 2020年12月12日（土曜日） | 21:00 - 23:10   | 『土曜プレミアム』枠 | 11.5%      |
| 第4回 | 28回目                            | 2021年12月11日（土曜日） | 21:00 - 23:10   | 『土曜プレミアム』枠 | 9.1%       |
| 第5回 | 29回目                            | 2022年12月17日（土曜日） | 21:00 - 23:10   | 『土曜プレミアム』枠 | 10.1%      |
| 第6回 | 30回目                            | 2023年7月8日（土曜日）   | 21:00 - 23:10   | 『土曜プレミアム』枠 | 7.7%       |
| 第7回 | 31回目                            | 2023年12月16日（土曜日） | 21:00 - 23:10   | 『土曜プレミアム』枠 | 不明       |
| 第8回 | 32回目                            | 2024年6月22日（土曜日）  | 21:00 - 23:10   | 『土曜プレミアム』枠 | 7.7%       |
| 第9回 | 33回目                            | 2024年12月7日（土曜日）  | 21:00 - 23:10   | 『土曜プレミアム』枠 | 6.3%       |

#### スタッフ
- 企画：石橋貴明
- 制作：竹内誠（フジテレビ、第9回）
- 構成：小川浩之、澤井直人（澤井→第4回-）
- SW（スイッチャー）：宮崎健司（第4回-）
- CAM（カメラ）：矢代祐一（第9回）
- VE：土井理沙（第6回-）
- AUD：小清水健治
- 照明：紙透貴仁
- PA：黒瀬知幸
- TP（テクニカルプロデューサー）(第4,6回-)：斉藤伸介（フジテレビ、第6回-）
- TM(第6回-)：橋本雄司（第6回-）
- 美術制作・デザイン：棈木陽次（フジテレビ）
- 美術プロデューサー：古川重人（フジテレビ）
- アートコーディネーター：内山高太郎（第1回は美術進行で高太朗名義）
- 大道具：大原隆
- 装飾：乾川太志
- 持道具：土屋洋子（第5回-）
- 衣裳：關山裕希（第8回-）
- メイク：大高里絵
- かつら：俵木和美（第1-4,6,8回-）
- 電飾：齋藤真依（第3回-）
- アクリル装飾：織田秀幸
- タイトル：齋藤一広（フジテレビ）
- CG：秋里直樹（フジテレビ）
- 編集：小笠原一登（IMAGICA）
- MA（マルチオーディオ）：小林由愛子（IMAGICA）
- 音響効果：松下俊彦（ラビットムーンオフィス）
- スチール：半田一道
- スタイリスト：中山薫（第6回-）
- ヘアメイク(第2回-)：門脇直也（第4回-）
- ナレーション：伊藤利尋（フジテレビアナウンサー、第3回-）
- リサーチ：尻谷よしひろ
- 技術協力：ニユーテレス、fmt
- 協力(第8回-)：NEXTEP（第9回）
- 音源提供(第4,8回-)：JOYSOUND（第4,8回-）
- 広報：高橋慶哉（フジテレビ、第2回-）
- TK（タイムキーパー）：江野澤郁子（TBG）
- デスク：島川琴羽（第9回）
- 制作スタッフ：竹田明花、大迫俊介、根岸哲太、菊地真日瑠、黒田廉、菱田朋来（竹田→第6回-、大迫・根岸・菊地・黒田・菱田→第9回）
- AP(第9回)（アシスタントプロデューサー）：柴崎香苗（NEXTEP、第9回）
- 制作進行(第9回)：山田江里菜（第9回、第3-8回は制作スタッフ）
- FD（フロアーディレクター）：内田和之、山崎亮（山崎→第2回-）、宇佐美尭也（第9回）
- プロデューサー：松尾やす子（フジテレビ）、須藤景子（NEXTEP、第9回）
- チーフプロデューサー：加藤智章（フジテレビ、第3回-、第2回はプロデューサー）
- 演出：鈴木靖広
- 制作協力：Arrival
- 制作：フジテレビ編成総局バラエティ制作局バラエティ制作センター（第9回、第1回は編成局制作センター第二制作室、第2-8回は編成制作局制作センター第二制作室）
- 制作著作：フジテレビ

過去のスタッフ
- 制作統括：太田一平（フジテレビ、第2,4-8回、第1回はチーフプロデューサー、第3回は制作）
- 構成：遠藤察男（第2回まで）
- TP（テクニカルプロデューサー）(第4回)：児玉洋（フジテレビ、第4回）
- SW（スイッチャー）：長瀬正人（第3回まで）
- カメラ：秋山勇人（第1-4,6,7回）、池田幸弘（第5回）、吉原喜久（第8回）
- VE：石井利幸（第5回まで）
- 持道具：網野高久（第3回まで）、倉田めぐみ（第4回）
- 衣裳：岡田夏海（第3-7回、第2回まではなつみ名義）
- かつら：雨宮英里（第5回）、森光彩衣（第7回）
- 電飾：石井誠（第2回まで）
- スタイリスト：倉科裕子（第5回まで）
- ヘアメイク(第2回-)：尚司芳和（第2,3回）
- ナレーション：服部潤（第2回まで）[注 19]
- 音源提供(第4,8回)：DAM第一興商（第4回）
- 協力(第8回-)：株式会社高知新聞社（第8回）
- 編成(第4回)：佐藤未郷（フジテレビ、第4回）
- 広報：鈴木文太郎（フジテレビ、第1回）
- デスク：鈴木桂子（フジテレビ、第3回まで）、後藤沙都実（第4回）、瀬川桃花（第5-8回）
- 制作スタッフ：岩橋佑、皆川駿人（共に第1回）、澤村千鶴（第1-4,6-8回）、大坪愛莉（第2回）、久保直弥（第2-5回）、田中里沙、横内友祐（共に第3回）、和田真波（第3,4回）、浅野文香、森田莉緒（共に第4回）、谷本薫香、村田美月（共に第5回）、木村実咲希（第4-7回）、家次忠昭（第5,6回）、和田啓佑、吉野大貴（共に第6,7回）、井上美由（第7,8回）、宮田勇輝、森田浩介、安永伸司（共に第8回）
- FD（フロアーディレクター）：丸谷敬典（第1回）、三浦翔（第2回、第1回は制作スタッフ）
- プロデューサー：池田拓也（フジテレビ、第5-8回）

## 常連出場者
第23回までの出場回数を元に解説する。特別編は回数に含まない。

### 出場15回以上
河本準一（次長課長 第2-6回、第8-11回、第13-15回、第17-23回）
吉本興業→よしもとクリエイティブ・エージェンシー（組織改編による…第11回OA時期より）所属。
第2回準優勝者、第3回、第4回、第6回、第8回、第11回、第13回、第15回、第18-20回、第23回ファイナリスト。主なネタはジャッキー・チェン主演映画の脇役のモノマネ、番組プロデューサー・安西義裕。他にも「キム・ジョンナム氏」『警視庁24時』シリーズ、動物シリーズなどがある。
河本の代名詞ともいえる「おめぇに食わせるタンメンはねぇ!」は、第2回で準優勝を飾った時のネタである（このときは「食わせる」ではなく「食べさす」と言っていた）。第13回ではオープニングから助手にイジられ、裏から何度も声が入っていた。決勝では史上初のパクリモノマネネタ（博士たち側の無茶振りでやらざるをえなくなった）で登場し、助手や有田くんなどに「追放ですよ」と言われる始末になる。第15回では「落とされない」という目にも遭っているがその際共演したガリットチュウも巻き添えを食らった（その為、セット前方の落下ポイントにわざと落ちることに）。
助手から「『タンメン』やっていた人」「『おまえに食わせる何とかかんとか』とかの人」等、わざと知らない人扱いされるのも定番。
他の芸人のネタに途中（おかわりやファイナリスト）から参加したり、第17回以降は、よしもとの後輩芸人らと団体で登場することが多い。
また第1回ではカットされていたが、未公開版のDVD「品川イマジカ秘蔵版」には収録されていた。
なお、相方である井上聡も第1回に出場していたが、カットされていた。
第21回で杉浦を超え最多出場となり、その後、第3回紅白にて初めて紅白に出場した。
第23回では、ジャッキーちゃんと共にジャッキー・チェンと師匠のモノマネを披露して、助手から「ついに相方が見つかりましたね」と言われた。
ザ・細かすぎて第8回、通算32回放送にて「ザ・細かすぎて」を含む唯一の全回出演者であることが明かされた。
博多華丸（博多華丸・大吉 第6-23回）
吉本興業→よしもとクリエイティブ・エージェンシー所属。
「『アタック25』の児玉清」シリーズで初登場の第6回大会優勝、続く第7回では更に改良を加えた児玉清ネタを武器に連続優勝を果たし、現時点で唯一の大会2連覇を達成している。
この後も王貞治（第8回と第10回）トーカ堂の北義則社長（第8回と第9回と第17回）横峯良郎（第9回と第10回）浜名千広、松中信彦（共に第10回）川平慈英（第11-14回と第16回）戸張捷（第13回）箕原マネージャー（第15回）ジョン・カビラ（第16回）サウナ施設「ウェルビー」福岡店の従業員（第17回）ばってん荒川、中畑清（共に第18回）三笑亭夢之助（第19回）福岡ドームの観戦客、戦力外通告を受けたプロ野球選手、G.G.佐藤（いずれも第20回）サウナ施設「アスティル」新橋店の常連客（第21回）タケ小山、宮本和知、薬師寺保栄（いずれも第22回） 長浜ラーメン「元祖長浜屋」店員（第3回紅白）と毎回異なるネタを披露し続け、ここまで出場した大会のうち第18回と第21回を除きファイナリストに選出されている。第21回では主演舞台『めんたいぴりり』福岡公演のため収録に遅れていたが、ギリギリ間に合った（その心意気を買われたのか、本選不出場ながら「見たい!」に選ばれた）。そのため、ファイナリストには不選出。その抜群の安定感を評価され、2010年代以降は専らトリを務める。
この番組で児玉ネタの知名度を上げてR-1に優勝。また相方の博多大吉もブレイク。2014年にはコンビとして『THE MANZAI』（フジテレビ）制覇を果たし、最もこのコーナーの恩恵を受けた人物と言える。
杉浦双亮（360°モンキーズ 第1-16回、第18回）
太田プロダクション所属。
毎回、決して有名とは言えず実績を残せなかった日本プロ野球の助っ人外国人（ブーマー・ウェルズ、チャーリー・マニエル、トーマス・オマリー等、大活躍した選手も少なからず存在する）のモノマネを主に行う。基本的にモノマネをする選手の球団や状況に関係なく、ランディ・バースのヒッティングマーチを口ずさむ。時にはメジャーリーガーや台湾プロ野球の選手を扱うこともあり、場内アナウンス（ウグイス嬢）、野球中継の実況のモノマネを扱うこともある（その際は口ずさむBGMも変わる）。なお、第1回では帝京高校野球部の前田三夫監督のノック、第4回は助手のリクエストにより日本人選手、第15、16回では高校球児を一度ずつ扱った。
第1回で元日本ハムファイターズ内野手で元ドジャース打撃コーチのマイク・イースラーを演じようとしたときに落とされてしまう。以降出場する際は必ずイースラーを演じようとするが、ことごとく、第1回と同じバットを大きく振り上げるモーションを取ったときに落とされる。そのため先に何人か演じてから最後にイースラーでオチとするのが恒例になっている。それも回を重ねるごとに、本人の面影が残らないほどのオーバーリアクションになってしまっている（中には野球ですらないネタもあり、第15回では「バス移動で目的地に着いたイースラー」でバースのテーマを口ずさんで、「何でバス移動であの音楽が流れるんですか」と有田くんに怒られた。なお第16回の「サッカー競技観戦中のイースラー」も全く同様の流れであった）。これに関しては助手が「必ずイースラーで落っこちる」「あれは全部バースのテーマ」と説明している。
第10回出場時には敬意を表して「衣笠」と、第13回には「クラシック音楽と一緒（何度聞いても飽きないので）」「細かすぎてのスタンドバイミー」と呼ばれていた。
第8回からは、相方の山内崇とコンビを組んでのネタも披露している。第8回では「クロス落ち」で悲願の初優勝を勝ち取り、第10回では「ダブルサイレント落下」「時間差落下」という新しいネタも披露。第11回では、（事実上）山内専用の落下ポイントまで新設されていた。
杉浦は様々な外国人選手を演じているが、山内が演じているのは小田幸平や吉永幸一郎などの「眼鏡をかけた捕手」、もしくは阪神ファン、カメラマン、場外に広がる海でバリー・ボンズのホームランボールを取ろうとするファンなどの端役である。
杉浦の口ずさむバースのテーマはかなり難しいものらしく、大博士も「習得しようとしたけど出来なかった」。また、DVD2巻のサブタイトルはバースのテーマを「ヴァ」だけで字に起こしたものが使われている（実際の発音はかなり「ダ」が入っている）。
『笑いの金メダル』（朝日放送）でネタを披露した際、上田晋也に「彼らは『おかげ』だけじゃやり足りないんですか!?」と言われたことがある。
第17回大会までは最多出場のベテランであるためか、細かすぎるモノマネメンバーでの飲み会では仕切っている模様。
第17回では、相方の山内がペレ草田と一緒にネタを行い出場したものの、杉浦はとうとうモノマネネタが尽きてしまい不参加。唯一守り続けてきた皆勤出場はこの大会でストップしてしまった。その悔しさからか、特別編に復帰するまで寺で精神修行をしたとのことである。第18回（未公開版）では、後輩芸人まるお（山内役）と小形正和（高橋小形…杉浦役）にネタをコピーさせて自分達は「オーロラビジョンに映し出された映像」役で助演した。
第19回、20回はオーディション落ちしたと第20回大会で助手が発表した。特別編には両方とも参加しているが、第19回～第22回で出場を逃し河本に最多出場記録を上回られる形となっている。第22回はオーディションには参加したものの不合格になったと設楽くんから述べられた。しかし、第3回紅白にて約4年ぶり復活を果たした。
「第2回紅白モノマネ合戦」未公開放送では放送前日が36歳の誕生日だった。
2018年1月末をもって相方の山内が芸能界引退により360°モンキーズを解散した。
牧田知丈（第7-23回）
名古屋から出場の一般参加者。普段は製薬会社会社員。1978年3月24日生まれ。愛知県豊川市出身。名古屋市在住。
第9回優勝者で、主に中日ドラゴンズ選手時代の落合博満のモノマネを行う。バットは応援用のカンフーバットを使用している。この他にも、第10回では広島東洋カープ時代の江夏豊、第11回では中日監督としての落合を披露。また山本昌（第17回、第20回、第22回）、大豊泰昭（第18回、第21回）、横浜監督時代の権藤博（第18回）、楽天監督時代の星野仙一（第18回、第20回）及び野村克也（第20回）、達川光男（第19回、第22回）、小松辰雄 、中日監督時代の近藤貞雄（第21回）、八重樫幸雄（第21回、第22回）、岩瀬仁紀、加藤博一、長嶋茂雄（第22回）を披露するなど、レパートリーは広い。第3回紅白では、大学時代に似ていると言われていたという経歴を買われ、野球関係者ではない田中康夫のモノマネでも出演した。
第12回、第13回、第16回、第17回、第19回を除く出場した全ての大会で決勝戦へ進出する実力者であり、第9回では大会史上初の一般参加の優勝者となる。
第9回の優勝がきっかけで2006年末の中日ドラゴンズ納会にゲストで招待され、選手・スタッフから大好評を得たとの事。
さらに、2007年 名古屋ローカルの「アオキーズ・ピザ」のCMではチョイ役ながら、タイロン・ウッズ選手や落合福嗣（落合監督の長男）と共演。
第12回で、実際は「第9回チャンピオン」であったにもかかわらず「第10回チャンピオン」と誤記された。
一方で本業の仕事はかなり順調らしく、第15回では主任からチーフに昇格したことが発表された。
2008年に行われた中日の沖縄キャンプを「視察」し、その際井上一樹選手に食堂でラーメンをおごってもらった。
第16回大会では中日キャンプに視察に行った際、当時監督だった落合本人から「痩せた?」と言われ、またセ・リーグ審判団の納会にも招待され、「（審判団から）こんなネタがあるよ」と提供されたことを大博士（関根）から明かされた。
第22回大会放送では収録前日が38歳の誕生日だった。
長年製薬会社に勤務していたが、2021年9月に転職したことが「ザ・細かすぎて～」第4回に出場した際に明らかにされた。
長浜之人（キャン×キャン 第8-16回、第18-23回）
ヴィジョンファクトリー→ライジングプロダクション（社名変更による…第21回OA時期より）所属。
第12回、第13回、第22回ファイナリスト。主に『FNNスーパーニュース』のスポーツコーナーでよく噛む永島昭浩キャスターのモノマネ。このモノマネをきっかけにスーパーニュースの忘年会に招待され、永島キャスターと対面を果たす。第13回では永島キャスターと舞の海キャスターのモノマネも披露した。なお長浜は永島のフルネームを覚える気がないのか、スーパーニュース以外のネタでも「永島キャスター」と呼んでいる。
大博士から、「このコーナーで永島ネタをやりすぎて、本番の漫才でも噛むようになった」ことが明らかになった。
第18回大会では旅番組における舞の海を披露し準優勝。第20回ではハリー杉山を披露し、第21回ではFNNスピークでの野島卓アナウンサーと島田彩夏アナウンサーを披露した。第22回では、レパートリーも広がり高橋克実、安藤優子、浜田剛史、井崎脩五郎を披露した。
第8回ではカットされていたが、「品川イマジカ秘蔵版」には収録されていた。

### 出場10回～14回
福島善成（ガリットチュウ 第1-4回、第6回、第8-11回、第14-18回）
吉本興業→よしもとクリエイティブ・エージェンシー所属。
第2回優勝者。サスペンスドラマのワンシーンから動物の形態模写まであり、シリーズにこだわらず、ノンジャンルなモノマネを披露し、レパートリーは幅広い。
第9回・10回・15回には、相方の熊谷岳大と共に出場。
福島・河本の2人はコンビでモノマネを披露することもある。第10回で初めてコンビを組み、第11回では、コンビでの出場のみとなった。第15回では河本に巻き込まれて落とされない、という目にあった。
松雪オラキオ→オラキオ（第10-23回）
ニュースタッフエージェンシー→ニュースタッフプロダクション（社名変更による…第18回OA時期より）→オクティ所属。
第14回、第20回優勝者。マニアックな体操選手のものまねを自ら体操することで披露する。第12-15回（および第16回未公開版）では、当時組んでいたコンビ・弾丸ジャッキーの相方である武田テキサスも出場。第16回大会では、初登場の時と比べて少しずつ売れてきたためか、腹が出て太った事を助手に指摘されたが第17回から体を絞って痩せた。
第17回からテキサス、タカギマコト（ウキウキワクワク）の3人で体操以外のモノマネを披露しており（シンクロナイズドスイミング、B級海外アクション映画など）、このトリオは「オラキオ体操クラブ」と呼ばれている。オラキオ体操クラブを象徴するB級インド映画ネタのインド語はB級感を出すためか適当なものであり、「チョマカレ」「ガンジー」などのフレーズを多用している。
2013年より、テキサス共々芸名から姓がなくなった。
2016年3月末で弾丸ジャッキーが解散することが決まったため、第22回がコンビとしての出演が最後となり「見たい!」ではタイトルコールでオラキオが号泣してしまったが、見事ネタ後にはスタジオでは感動の拍手が起きた。
山本高広 （第11-23回）
ワタナベエンターテインメント所属。
主に織田裕二のものまねを披露する。その他にも大塚範一や草彅剛、E.T.、独特な首の動きをする江口洋介、など幅広いレパートリーを有する。
第2回「2億4千万のものまねメドレー選手権」出場時は白いガウンを着用していたが、これは「第2回紅白モノマネ合戦」のネタの名残である（渡部篤郎が風呂上がりという設定）。
ほかにも、パンツェッタ・ジローラモ（第13回、第15回）ケイン・コスギ（第14回、第15回）、渡部篤郎（第17回、第19回、第22回）、栗原類、西田敏行（共に第18回）長瀬智也（第19回）赤井英和（第19回と第21回）仲村トオル（第20回）香取慎吾（第21回）玉木宏（第22回）坂上忍（第22回、第3回紅白）梅沢富美男（第3回紅白）などのレパートリーを有する。
やす（ずん 第4-9回、第13-第17回、第19回）
浅井企画所属。
第4回優勝者。「瓦が1度で割れず、ごまかして2度で割る空手の師範代」を始めとする「（ - をごまかす）空手の師範代」シリーズ。オチに入ると「えいしゃおらえいしゃー」と叫ぶ。
第15回以降は篠原信一のモノマネも披露している。
ネタの披露時に着ているのも空手着ではなく柔道着である。胸元には大きく「ずんのやす トークライブ」という刺繍がされているが、これは刺繍を注文した際に自身のライブのパンフレットを見本に持っていったため、手違いで余計な字まで入れられてしまったためだという（「ずんのやす」と刺繍したかったと、複数の番組で証言している）。だが、その柔道着のおかげで優勝できたといえる。
相方の飯尾和樹も、コーナーに3回出場している（第1回、第4回、第6回）。
みょーちゃん（第10回、第12-22回）
松竹芸能（大阪本社）所属。
第19回優勝者。韓国映画『シルミド』を元にした「韓国の軍隊シリーズ」を披露していたが、第17回未公開版で披露したネタをもって「クランクアップ」したためか、第18回ではアメコミヒーロー映画、第19回では日中共同製作映画、第20回では過激なアメリカのフィクション戦争映画というネタになっている。しかし、第21回大会では再び「韓国の軍隊シリーズ」を披露、しかもバリトン歌手、スタントマン、ヘッドスピン回数のギネス記録保持者であるダンサーを劇団員に組み込む等なりふり構わなさが目立つ凄まじいネタであり、審査員たちを唖然とさせた。
第13回から同じ事務所の竹下友裕（ドラハッパー…その後ドラハッパーは解散し、自身は「竹下ともひろ」に改名）、野村大輔（だいなお…2014年いっぱいで解散し、芸能界引退）が、さらに第14回大会から小野香織が加わり、「みょーちゃん劇団」と名づけられている。更に第16回では小野の実母まで出演した。第17回から他事務所所属の芝田美沙（第19回まではMisa名義）が加わり、第18回以降、小野が出演しなくなった。
第16回大会で演劇界からオファーがあったことを大博士から紹介された。
第16回大会の放送では35歳の誕生日だった。
古賀シュウ（第8-9回、第11-19回、第23回）
太田プロダクション所属。
第17回優勝者。初登場の第8回では映画『麻雀放浪記』での出目徳役の高品格のモノマネを披露。以後はなぎら健壱のモノマネをする。「チンカチンカの冷っこいルービー」（カチンカチンに冷えたビールの意）というネタを披露した際、真似されたなぎら本人はそのことを居酒屋で「何で言わないんですか」と店員に伝え聞いて知り、以後本人も言うようになった（2007年12月17日付けの『朝日新聞』の自身のコラムに掲載）。なぎら以外には長島三奈、中村紀洋、武田鉄矢、浜口京子のモノマネもする。
第16回で海外セレブにも人気のカリスマ占い師に「何がどう転がっても売れない」と断言されたことを大博士が明らかにした。また、長島のモノマネは博士曰く「（本人が）ちょっと怒ってるらしい」。一方、中村のモノマネは本人も絶賛するほどである。
ファイナリストに何度も選ばれる実力者でありながら優勝の機会に恵まれなかったが、9度目の出場で晴れて優勝となった。
武田テキサス→テキサス（第12-23回）
ニュースタッフエージェンシー→ニュースタッフプロダクション所属。
第20回優勝者。基本的には相方であるオラキオの助役として登場。第17回大会からは「オラキオ体操クラブ」の一員として出演している。
第21回には柴田英嗣のモノマネを披露し、第22回では倉田保昭のモノマネも披露していた。
2016年3月末で弾丸ジャッキーが解散することが決まったため、第22回がコンビとしての出演が最後となった。
くじら（第2-12回）
オフィスインディーズ所属（当時）。
「○○（競技名）スターシリーズ」「○○名人メドレー」と称し、ロッククライミング、ダーツ、ビリヤードなどのマイナースポーツのスタープレイヤーを連続で披露する。中でも釣り関係を扱うことが多く、バスフィッシング、磯釣り、巨大魚専門などバリエーションが多い（しかし、本人に釣りの経験は無く、そもそも魚嫌いであるという）。近年ではマタギ、鷹匠、蜂の巣駆除、バーベキュー、潮干狩りなど、スポーツ以外のジャンルの専門家のモノマネも披露している。
一般的な知名度のない人物をさも知っていて当たり前といった風に堂々と紹介する様子や、それぞれの選手や専門家につける独特のキャッチフレーズが好評を博している（例・俺が操れない鷹はソフトバンクだけだ）。このキャッチフレーズは初期は記録や得意技を説明するシンプルなものだったが、第6回の「大物船釣りスターシリーズ」を境に宣伝文句じみたものに替わり始めている（沓沢朝冶など、明らかに時代背景を無視したフレーズも多い）。
現在まで優勝はおろか、ファイナリストまで残った経験もないが、出場11回という実績にも表れている通り、今やこのコーナーになくてはならない存在となっている。また、回を重ねるごとにモノマネ紹介時の声の張りが強くなってきている。
第7回までは「ゆうえんち」というコンビを組んでいたため「ゆうえんち くじら」と表記されていたが、第8回以降はピン芸人となり、表記も「くじら」となっている。
この企画への出演がきっかけで釣り業界で話題となり、バスプロの関和学の結婚式に招待されたほか、2008年2月に発売されたWii用釣りゲームソフトのプロモーションビデオに出演するなど活躍の場を広げることとなった。
第13回では自身のブログに当企画の打ち合わせに関して書かれていたものの、本選には出場しておらず、第2回からの連続出場はここでストップとなった。
小出真保（第11-20回、第23回）
太田プロダクション所属。
タレント優香のモノマネ（ほとんどが『王様のブランチ』の1シーンから）。第11回-13回、第16回ファイナリスト、第11・12回「ただ見たい!」（審査員特別賞に当たる）受賞者。第13回以降は泉ピン子、小林麻耶、ベッキー、上野樹里、水川あさみ、aikoとモノマネの幅を広げている。第17回（未公開版）では、当時組んでいたお笑いコンビ「麦芽」の相方・鈴木奈都（コンビ解散後、第22回にて本戦初出場）と共演。第23回ではチャンス大城と組み、『ザ・ノンフィクション』（フジテレビ）の一場面のモノマネを披露、最後の優勝に輝いた。
あまりに本人に似ている姿は、大博士、有田くんだけでなく12回目にゲストとして出た優香本人も絶賛しており、その後優香との共演機会も増えたが、第15回では「○○での優香の古い演技」というタイトルから入った為、大博士から「結構本人と会うんだから、古いとか言っちゃ…」と苦言を呈されている。
第18回を最後に麦芽を解散。ピン芸人となる。
山内崇（360°モンキーズ 第8-13回、第15-18回）
太田プロダクション所属。
第8回優勝者。基本的には、相方である杉浦双亮の助役として登場するが、彼が演じるのは小田幸平や吉永幸一郎などの「眼鏡をかけた捕手」（杉浦が演じる選手がセ・リーグなら小田、パ・リーグなら吉永）、もしくは阪神ファン、カメラマン、場外に広がる海でバリー・ボンズのボールを取ろうとするファンなどの端役である。
しかし、第17回大会ではピンで登場し、吉川晃司のモノマネを行った。
2018年1月末で芸能界引退する事となり、360°モンキーズを解散する事になった。
大地洋輔（ダイノジ 第11-15回、第18-22回）
よしもとクリエイティブ・エージェンシー所属。
第11-15回は、相方の大谷ノブ彦（大谷は5回出場）と共に出場し、吉川晃司とバックギターや堺正章と井上順のモノマネを披露。第11回と第12回ではファイナリストに選ばれ、『東スポ』の裏に連載されている四コマ漫画で作者の岩谷テンホーが行き詰まったときに描くパターンを披露した。なお、第15回は未公開ネタで放送された。
なお、第18回では河本準一（次長課長）と共にマッコイ斉藤を披露。河本は安西義裕の真似をした。第20回でも再びマッコイのモノマネを披露。
第19回の放送ではカットされていたが、特別出演で出演していた堺正章の落下後を撮るためにカメラがセット裏を撮った時に映っていたため、出場したことが確認できる。
エハラマサヒロ（第10回、第13-15回、第17回、第19-23回）
吉本興業→よしもとクリエイティブ・エージェンシー所属。
第13回、第19-22回ファイナリスト。第13回見たい!（特別賞）。他人の曲をアレンジしすぎる矢野顕子のモノマネを得意とする。第13回では、その矢野顕子のモノマネで優勝候補にもなっていたが、なぜか途中で桑名正博のモノマネを披露してしまい、優勝を逃してしまった。
しかし、第17回からは、井上陽水（第17回）布施明、小林旭、ジーニー（いずれも第19回）クリス松村（第20回、第3回紅白）、北斗晶（第20回）武田鉄矢（第20回、第21回、第3回紅白）川島永嗣、冠二郎、おすぎ（いずれも第21回）。加藤茶、忌野清志郎（いずれも第22回）西田敏行（第22回、第3回紅白）和田アキ子（第3回紅白）などと矢野顕子以外のモノマネを披露した。

### 出場6～9回
いとうあさこ（第5-6回、第9-15回）
マセキ芸能社所属。
第5回、第10回ファイナリスト。主に1980年代に活躍したアイドル歌手や、アイドル歌手のバックダンサーをモノマネする。
高い歌唱力と抜群の運動神経を駆使し、体を壊してしまいそうなほど力一杯動き回る様子が好評を博している。
普段の髪色は茶髪だが、この企画の時のみは髪を黒く染めてきている。
ハブ→ハブ八郎→ハブ→ハブサービス（第4回、第8回、第14-16回、第18-20回、第22回）
吉本興業→よしもとクリエイティブ・エージェンシー所属。
第14回ファイナリスト。身体の柔軟性を用いるネタが多い。第8回ではサケの稚魚、第14回では手羽先やウミガメの産卵、第15回ではソラマメやカニの爪などと、動物や食べ物のモノマネを得意とする。
第8回で、芸名をハブ八郎に改名したものの、第14回ではハブに戻っていたが、第22回ではハブサービスに改名していた。
元々は、Bコースというトリオを組んでいたが、2012年に解散。今はピン芸人として活動している。
一発ギャグを（自称）1000個持っており、その実力を買われ、一発ギャグブルドンにも出演した。
増谷キートン→キートン（第1-3回、第5回、第16回、第18-20回、第23回）
吉本興業→よしもとクリエイティブ・エージェンシー所属。
第5回、第16回ファイナリスト。第1回「ある意味合格者」。RIKACOのモノマネを得意とし、番組を盛り上げたりと絶好調だったのだが、当時はRIKACO以外の目立ったネタがなく「RIKACOイップス」と助手に評されるほどの大スランプに陥り、第8回大会のオーディション会場にて「卒業させてください」と真剣な顔でスタッフに頼んでいたらしい。しかし、第16回で約5年ぶりに復活し、浅田真央のモノマネを披露したところ放送後に自身のブログが炎上し、苦情が殺到した。なお、放送後、韓国にて同ネタを披露した後も苦情が殺到したことが助手の口により述べられている。
上記の事態を考慮してか、次回以降は浅田真央ネタを封印。近年は、RG（レイザーラモン）と共に度々登場し、再びRIKACOや「宇宙戦艦ヤマトに登場する美女」等のモノマネを披露している。また他には、ティム・リンスカム（当時所属していたサンフランシスコ・ジャイアンツのユニフォーム姿）や、ジョン・レノン（オノ・ヨーコのモノマネをするキンタロー。との共演もあり）などのレパートリーがある。
第19回の放送ではカットされていたが、ダイノジ大地同様、特別出演で出演していた堺正章の落下後を撮るためにカメラがセット裏を撮った時に映っていたため、出場したことが確認できる。
代走みつくに（第7回、第10-11回、第13回、第15-16回、第20-21回、第23回）
松竹芸能（大阪本社）所属。
メガホンやインカムを使用したモノマネを得意とする。第7回では、『渡辺篤史の建もの探訪』（テレビ朝日）よりクローゼットの位置に感心する渡辺篤史を披露。第10回-第11回では、「箱根駅伝予選会にて、本選出場ラインスレスレを発表する関東学連のスタッフ」を披露し、大博士に「箱根駅伝の回数分だけネタがある」と絶賛された。「関東学連」以外では13回の「第2回真夏の雪合戦加西大会にてジュニアの部優勝を発表する大会スタッフ」、第15回の「Wii発売日に行列を作ってパニックになってるお客さんに身も蓋もないことを言ってしまうビックカメラ新宿西口店の店員さん」「中野丸井本店の閉店の挨拶」を披露。第15回では準優勝を果たした。
第20回・第21回ゲスト 古田新太のお気に入りな芸人でもある。
普段は、芸人とは別に2009年頃までは阪神甲子園球場で「ビールの売り子を担当していたが、その頃に売り子も所謂女性社会となり、現在は同球場に隣接している甲子園歴史館でスタッフとして働いている。また、「貴ちゃんねるず」にも案内人として出演した。
タカギマコト（侍PANG→ウキウキワクワク 第13-14回、第17-23回）
オスカープロモーション→三木プロダクション所属。
第20回優勝者。初登場時は、昔話をテキトーに話すYOU THE ROCK★のモノマネを披露した。
第17回からは、オラキオ体操クラブの一員として活躍している。
第14回ではカットされていたが、「品川イマジカ秘蔵版」には収録されていた。
ウクレレえいじ（第1-3回、第5-6回、第13-14回、第21回）
WAHAHA本舗所属。
第3回ファイナリスト、第13回優勝者、第21回準優勝者。牧伸二師匠シリーズ、なべおさみなど、最近の若者には伝わらないと思われるマニアックな中高年層ネタが多く、どこかしら悲壮感漂うオチが特徴。
第6回を最後に出場しなくなったが、第13回で約2年ぶりに再び登場（その間ひたすらテレビの旅番組を観続けていたらしい）。旅番組やケーシー高峰師匠といった以前よりも泥臭いネタを披露、見事チャンピオンとなった。
第14回以降は、再び通常回での出場は途絶えていたが、第21回大会で約6年振りに復帰。旅番組の鳥羽一郎や佐野元春等、相変わらずの若者には伝わりにくいマニアックなネタを披露し、準優勝に輝いた。
竹下友裕→竹下ともひろ（第13-20回）
松竹芸能所属。
第19回優勝者。主に、みょーちゃん劇団の一員として登場している。
野村大輔→だい（第13-20回）
松竹芸能所属→芸能界引退
第19回優勝者。主に、みょーちゃん劇団の一員として登場していた。しかし、第20回を最後にだいなおというコンビを解散し、鍼灸師の資格を取るために芸能界を引退すると発表した。
森田まりこ（第11回、第14-17回、第20-21回、第23回）
よしもとクリエイティブ・エージェンシー所属。
第11回準優勝者。主に宝塚音楽学校の入試を受けている女子高生やタカラジェンヌ、リアルゴリラ（と称するゴリラのリアルなモノマネ）のモノマネを得意としている。リアルゴリラは吉本新喜劇でも行うため、腰に骨が詰まってしまい、『みなさん』終了後に手術をするハメとなった。なので、リアルゴリラはここ一番でしかやらないらしい。
第15回からは、元タカラジェンヌで吉本新喜劇女優の仙堂花歩と出演することが多い。
しまぞう→しまぞうZ（キャベツ確認中 第6-7回、第18-23回）
吉本興業→よしもとクリエイティブ・エージェンシー所属。
第6回、第19回、第21回ファイナリスト。辻元清美議員のモノマネを得意とする。第6回の初出場時では、あまりにも似過ぎているため大爆笑をかっさらった。特に助手からは「本人が来たと思った」と絶賛された。
第7回以来は出演はなかったが、第18回で約7年ぶりに出演し、第19回からはピン芸人のこにわ扮する松岡修造とともに錦織圭のモノマネを行っている。第20回からは、しまぞうZに改名した。普段は、相方の「キャプテン★ザコ」と共に吉本興業が展開しているあなたの街に住みますプロジェクト（住みます芸人）の東京都住みます芸人としても活動している。また、住みます芸人仲間でもあるおだいらつかさ（えりんぎ）（ザ・細かすぎて、第8回に出演）とは「よしもと芸人 関東将棋ブ！」の仲間でもある。
末吉くん（第8-11回、第17-18回、第21回）
太田プロダクション所属。
第8回-第9回、第17回、第21回ファイナリスト。第10回優勝者。自身が先駆者であるとも言っても過言ではない平泉成のモノマネを得意としているが、第18回では、北村総一朗のモノマネも披露した。
第21回大会では3年振りの復帰を果たす。この回において、本コーナーにおけるモノマネが、本家である平泉成が再び注目される契機となったことが大博士らにより語られた。
第9回までは、元くらげライダーのヤマザキモータースと「山崎末吉」というコンビを組んでいたため「山崎末吉 末吉くん」と表記されていたが、第10回以降はピン芸人となり、表記も「末吉くん」となっている。
2020年3月31日をもって、芸能界を引退した。
花香芳秋→花香よしあき（第10-12回、第15回、第17-18回、第23回）
浅井企画所属。
第10回、第17回ファイナリスト。原田芳雄（第10-12回）、哀川翔（第10回、第3回紅白）、キャイ〜ンの天野ひろゆき（第11回）、市原隼人（第15回と第17回）、戸張捷（第18回）小栗旬、武田鉄矢（いずれも第3回紅白）などと、幅広いモノマネを得意としている。
RG（レイザーラモン 第15回、第17-22回）
よしもとクリエイティブ・エーシェンシー所属。
第18回、第22回ファイナリスト。主に、BGMや雅楽などの音のものまねを得意とし、『すぽると!』（フジテレビ）の「MONDAY FOOTBALL」の選手紹介など、マニアックなネタを行う。第18回からは増谷キートンと共演することが多く、『宇宙戦艦ヤマト』に出てくる美女や『金曜ロードショー』の来月のラインラップなどのモノマネを行っている。
第20回と第22回では相方HGと出場している。
第3回紅白では、博多華丸と共演、セルジオ越後を演じたが、収録数日前に幕張メッセにおけるイベントで曙太郎と対戦した際に曙のエルボーを受け肋骨3本にヒビが入っていたため、同収録では華丸と一緒に落下せず、1人横のドアから退出することとなった。
「ザ・細かすぎて〜」第8回では、同じく出演した「こがけんの立ち方」としてこがけんのモノマネを披露した。しかし、直後に本人が登場した。彼はネタが被っていたこともあり、秒で落下した（厳密には「ハリウッド・・・」と言いかけたところであった）。
高田紗千子（梅小鉢 第15-20回、第23回）
松竹芸能所属。
第16回、第18回ファイナリスト。第16回見たい!（特別賞）なのだが、大博士曰く3位タイ。主に、菅野美穂のモノマネを得意としている。他にも持田香織（第17回）芹那、平愛梨（共に第18回）大堀恵、安田美沙子（第19回）島崎和歌子（第20回）井森美幸（第3回紅白）などと様々なレパートリーがある。
第15回大会放送後、インターネットの検索回数が増え、自身のブログの書き込みも増えたらしい。
相方の小森麻由も「どこで買ったのか知らんけど△△どころではない××のストリート○○」シリーズでよく出場する。
中村愛（第17-23回）
浅井企画所属。
第17回3位。主に、平井理央アナウンサーのモノマネを得意としている。他にも吉田美和（第18回）千葉真子（第19回）八木沼純子（第20回）三田友梨佳アナウンサー、本田翼（共に第21回）森泉（第22回）などとレパートリーも幅広い。
元々、素人時代に安すぎて伝わらない素人芸選手権でネタを披露していて、それが芸能界デビューのきっかけとなったと第17回に判明した。
山口宇史（EE男 第3-4回、第6-9回）
ワタナベエンターテインメント所属（初登場時はフリー）。
第3回ファイナリスト。アメリカ映画によくあるワンシーンを初めとして、外人のモノマネを主なレパートリーとしている。
第4回で落下ボタンを担当した川島くんは「何の映画かわからないのに『似ているな』って思えるのが不思議」と評していた。
第9回以来は出演していないが、多少ルールが似ている『爆笑レッドカーペット』（フジテレビ）には出演していた。
アントニオ小猪木（第5-9回、第14回）
西口プロレス所属。
第5回優勝者。現役時代のアントニオ猪木の試合の形態模写を行っている。
カンガルーキックやギロチンドロップなどで勢いよく床に倒れこみ、着地寸前に床が開いて音もなく奈落へ消えてゆく「サイレント落下」が爆笑を誘った。第8回では、開いた奈落の淵にしがみつき、場外から足を引っ張られてリングアウトする様子を表現するなど、大会のシステムを逆手に取ってフル活用している様子が高い評価を得ている。
第7回以降、小猪木が猪木ネタを披露した後は、浅井優（山田カントリー）がジャイアント馬場ネタを披露するのが定番となった。第9回では浅井と組んでBI砲も演じている。
第14回以来は出演していなかったが、「第2回紅白モノマネ合戦」で約2年ぶりに出演した。
シューレスジョー（第6-11回）
吉本興業→よしもとクリエイティブ・エイジェンシー所属。
第6回、第9回ファイナリスト。主に『とくダネ』（フジテレビ）の時の小倉智昭のモノマネを得意としている。
特に、小倉の「おはようございます！」の部分が似ていて、その部分をロボ有田が絶賛していたこともあった。
第10回からは登場しなくなったが、「第1回紅白モノマネ合戦」で約3年ぶりに復活した。
第11回ではカットされていたが、「品川イマジカ秘蔵版」には収録されていた。
直井崇→直井たかし→グラップラーたかし→Gたかし（第7-9回、第11-12回、第14回）
サンミュージック企画所属（所属事務所を転々としている）。
主に、アントニオ猪木のモノマネを得意とするが、第12回では、藤岡弘、のモノマネを披露した。
第7回では「直井崇」という芸名、第11回までは「直井たかし」という芸名だったが、第12回から「グラップラーたかし」、「第1回紅白モノマネ合戦」から「Gたかし」に改名した。
第14回では、アントニオ小猪木と共演した。
上条剛志→かみじょうたけし（第7-9回、第13回、第16回、第20回）
松竹芸能所属。
主に野球ネタを得意としている（○○高校の××監督など）が、第20回では、事務所の先輩である森脇健児のモノマネを披露した。
第7回登場時は、ロビンスというコンビを組んでいて芸名も漢字表記だったが、第9回登場時ではコンビを解散し、芸名も平仮名表記になっていた。
第8回ではカットされていたが、「品川イマジカ秘蔵版」では収録されていた。
竹岡和範→アマレス兄(アマレス兄弟)（第11-13回、第15回、第18回、第23回）
フリー。
第12回優勝者。主に「サ行の言えない人」のモノマネを得意としているが、第18回では武田一浩のモノマネを披露した。
第18回以来は出演していなかったが(第20回に収録は参加したがカットだったらしい)、第23回で約5年ぶりにアマレス兄弟の「アマレス兄」名義で出演しレスリングのネタで伊調馨などのモノマネを行い、見事3位に輝いた。
かつてはハイエナというコンビの、竹岡和範として登場していたが、第18回登場時ではハイエナと言うコンビを解散した模様。現在はアマレス兄弟。
阿佐ヶ谷姉妹（第13-15回、第20回、第22-23回）
ASH&Dコーポレーション所属。
第22回優勝者。主に「由紀さおり・安田祥子姉妹」のモノマネを得意としていて、その甲斐もあり第13回では準優勝に輝いた。
第15回以来は出演していなかったが、第20回で約5年ぶりに出演し、「○○にいる人」シリーズを披露し、見事第22回の優勝に輝いた。
また渡辺は、マルチナ・ナブラチロワ（第3回紅白）坂崎幸之助（第23回）のモノマネを披露した。
佐橋大輔（ガンリキ 第13回、第15-18回、第23回）
プロモーション・ススム所属。
第23回準優勝者。主に、『あしたのジョー』の丹下段平のモノマネを得意としている。その影響もあってか、あしたのジョーを起用したCMに丹下段平の声優を担当していた。
第23回では、そのモノマネを封印し、「往年のドラマの問題のシーン」のモノマネを披露し、準優勝に輝いた。
キンタロー。（第18-23回）
松竹芸能所属。
第18回優勝者。主に大島優子や前田敦子などのAKB48モノマネを得意とし、キレキレのダンスとともに披露した。その甲斐あってか第18回の優勝に輝いた。
しかし、第19回以降はAKBネタは封印、アンジェリーナ・ジョリーやオノ・ヨーコなどのモノマネも披露。第23回ではナオト・インティライミと初の男性のモノマネも披露した。

## 常連以外で特筆事項がある者
伊藤利尋
フジテレビアナウンス室所属。第1回出場。アナウンサーでありながらこのコーナーに出たために博士から「こういう所来るな!」と言われた。
磯野貴理子
石井光三オフィス所属（当時）。第3回出場。今回はオーディションからの出場。
関根麻里
浅井企画所属。第9回出場。大博士（関根勤）の実娘。飛び入り参加で、父親のプライベートなモノマネ「TVを見ながらモノマネの練習をしている関根勤」を披露。大博士は彼女の出場を登場まで知らなかったらしい。
徳光正行
佐藤企画所属。第11回出場。『番組対抗かくし芸大会』（日本テレビ系）で、白雪姫と七人の小人を演じる天龍源一郎のモノマネを行ったが、放送ではカットされていた。
大泉洋（TEAM NACS）
CREATIVE OFFICE CUE所属。第12回出場。「おかわりタイム」に突如登場し、『ロッキー』の日本語吹き替え版におけるロッキーとカーマイン神父の会話をモノマネするも周囲は沈黙に包まれ、あまり受け入れられなかった。なお、大泉は以前放送された「新・食わず嫌い王決定戦」で、とんねるずに「大会に出場させてほしい」と願い出た経緯がある。ただし、スタッフは呼んだ覚えが無いらしく、助手曰く「（大泉の突然の登場に訳が分からず）ADが『メイデイ!メイデイ!』と助けを呼んだ感じになった」らしい。また助手は「料理研究家の土井善晴先生のモノマネが相当面白いとの情報がある」と発言していた。彼が出演していた『水曜どうでしょう』（北海道テレビのローカル番組）やその他道内の番組で度々土井の物真似が披露されている。
柴田由美子・松岡智子
セイ・タレントプロダクション所属。第12回、第14-17回出場。第16回優勝者。普段は関西圏のラジオにて、ニュース、交通情報やCMのナレーションで活躍するフリーアナウンサー。第15、17回除くファイナリスト。メインのモノマネを柴田が演じ、松岡はタイトルおよび助演を担当。パーティコンパニオンシリーズ、アンジェラ・アキシリーズ、真矢みきシリーズなどレパートリーも幅広い。第14回大会ではアンジェラ・アキシリーズで「単純に見たい!(特別賞)」を受賞、第16回大会では真矢みきシリーズを披露し、芸人以外の出場者で牧田に次ぐ、また女性で初めての優勝に輝いた。
小川貴之
東京から出場の一般参加者で、当時は現役高校生。第10-12回出場。
主なネタは警視庁24時シリーズ、チャルメラの音など。音ネタが非常に高精度な他、ボイスチェンジャーでしか出せないような機械的な音声に似た声を地声で出す事ができ、出演者から驚嘆された。初登場の第10回大会では大博士に「新しい声帯を持った男」と評された。第11回では現役高校生というプロフィールから、当時のメディア王子ブームにあやかって、博士と大博士と有田くんから「モノマネ王子」というニックネームを付けられた。「第10回の出演をきっかけに学級副委員長になれた」など番組には感謝の意を述べていたが、第12回で大学進学を理由に「卒業」を表明。
大学卒業後、スリーピースバンド「from a novel」のボーカル兼ピアノ担当として音楽活動を開始したが、2014年12月に解散。その後2015年2月に、バンド「sumika」に加入。キーボードとコーラスを担当している。
植山由美子（天然もろこし）
松竹芸能所属。第16-17回、第20回出場。第16回準優勝者。
出場回数こそ多くないものの、「細かすぎて伝わらない」という趣旨に沿った「B級の音シリーズ」で強烈な印象を残しており、その中でも、「B級遊園地にあるジェットコースターのスタート音」とされる「デオデオデオデオ」というネタは、第16回分を収録したDVDのサブタイトルにもなった程。また、同大会では準優勝にも輝いた。衣装は植山がファンであるTHE YELLOW MONKEYのTシャツである。
相方の関根知佳も第20回、第21回大会に出場している。
平井理央
フジテレビアナウンス室所属（当時）。第2回紅白出場。このコーナー初である本人役で登場し、中村愛と共にW平井理央のモノマネを披露した。
平井自身も奈落の底に落下したが、その落ちっぷりを見て大博士が「あんな真っ直ぐに落ちていった人初めて見た」と絶賛していた。
小堺一機
浅井企画所属。第18-19回出場。2012年11月放送の「2億4千万のものまねメドレー選手権」出場時に「細かすぎて伝わらないモノマネのシミュレーションもしている」と語っており、その言葉通りの出場となった。本企画ではもっぱら十八番でもある堺正章のモノマネを披露。第19回では堺本人とのコラボレーションも果たしている。
堺正章
エスダッシュ所属。第19回出場。小堺一機と共にW堺正章として登場。元々は小堺が提案し、堺本人に電話したところ快く承諾したらしい。
奈落の底に落下した後、だいなおのだいや小堺と肩を組み、余裕の表情で「どうだ!」と誇らしげに言っていた。
内田ノートルダム
当番組AD（当時）。第18回で、前の出場者がモノマネをした際に使った道具の残骸を拾う係で合計4回登場、その度に奈落へ落とされた。あだ名の由来はノートルダムのせむし男の主人公・カジモドのように酷い猫背であることから。モノマネを一切披露していないのにも関わらず、博士からは「優勝候補」、助手からは「今日の優勝が決まりましたね」と言われた。内田は2013年2月28日放送の「新・食わず嫌い王決定戦」で初めての仕切りに挑戦したが、本番前に噛んでしまい、石橋にひどく怒られた。
GO!皆川（ペペ）
よしもとクリエイティブ・エージェンシー所属。第22回出場・ファイナリスト。元々はカメラに見切れている西川周作選手役として出場したが、一同に「（持ちギャグである）ウンチョコチョコチョコピーをすれば映ったのではないか」と言われ、無茶振りで「ウンチョコチョコチョコピー」をやらされ、奈落の底へ落下した。ギャグを披露し落下した人物は史上初であり、現時点では唯一である。
また、設楽くんの無茶振りで日村くんも「ウンチョコチョコチョコピー」をやらされ、奈落の底へ落下した。
三戸キャップ。（元シンレンサイ）
よしもとクリエイティブ・エージェンシー所属。また、YouTuberとしても活動している。「ザ・細かすぎて伝わらないモノマネ」第5回、通算29回に初出場。以後第6回・第7回にも出場した。続く第8回には出演しなかったが、第9回にも出場。
鏡優翔
出演当時東洋大学所属のアマチュアレスリング選手。2023年レスリング世界選手権女子76kg級金メダリストとして2024年パリオリンピックのレスリング競技代表内定状態で「ザ・細かすぎて伝わらないモノマネ」第7回、通算第31回に出場し、アマレス兄弟と「格が違うオリンピアン」「古い先生を遥かに超えてくる現役レスラー」として共演。
おだいらつかさ（えりんぎ）
よしもとクリエイティブ・エージェンシー所属。「ザ・細かすぎて伝わらないモノマネ」第8回、通算第32回に出場。普段は前述のしまぞうZと同様、同社が展開しているあなたの街に住みますプロジェクト（住みます芸人）の埼玉県住みます芸人として活動している。
中川貴志
よしもとクリエイティブ・エージェンシー所属。「ザ・細かすぎて伝わらないモノマネ」第9回、通算第33回に出場し、元阪神タイガース川藤幸三のモノマネを披露した。
高谷惣亮
ALSOK所属の現役レスリング選手。「ザ・細かすぎて伝わらないモノマネ」第9回、通算第33回に出場し、アマレス兄弟と「世界2位のウォーキングアップ」を披露した。また、「決勝戦」では前述の錦と共に「世界1位 vs 2位」シリーズおよび「姑息な雑魚レスラー」として出演。

## 歴代優勝者および入賞者
太字は優勝者を指す。
博士と助手〜細かすぎて伝わらないモノマネ選手権
| 回次 | 優勝者および入賞者                                                                    | 所属 | ネタ                                                                           | 備考                                                              |
| ---- | ------------------------------------------------------------------------------------- | --- | ------------------------------------------------------------------------------ | ----------------------------------------------------------------- |
| 1    | コージー冨田                                                                          | オフィス・インディーズ | 強気の大橋巨泉など                                                             |                                                                   |
| 1    | 増谷キートン                                                                          | 吉本興業 | RIKACOシリーズ                                                                 | 「ある意味合格」                                                  |
| 2    | 福島善成 （ガリットチュウ）                                                           | 吉本興業 | 藤原紀香のキャンペーンガール時代のポーズの取り方                               |                                                                   |
| 2    | 河本準一 （次長課長）                                                                 | 吉本興業 | ジャッキー・チェンの映画に出てくる定食屋の店員                                 | 準優勝                                                            |
| 3    | 佐藤大 （グランジ）                                                                   | 吉本興業 | 「富士そば」恵比寿西口店の店員                                                 |                                                                   |
| 4    | やす（ずん）                                                                          | 浅井企画 | 瓦が1度で割れずごまかして2度で割る空手の師範代                                 |                                                                   |
| 5    | アントニオ小猪木                                                                      | 西口プロレス | 現役時代のアントニオ猪木シリーズ （＋サイレント落下）                          |                                                                   |
| 6    | 博多華丸 （博多華丸・大吉）                                                           | 吉本興業 | 「パネルクイズ アタック25」の児玉清シリーズ                                    | 2連覇                                                             |
| 7    | 博多華丸 （博多華丸・大吉）                                                           | 吉本興業 | 「パネルクイズ アタック25」の児玉清シリーズ                                    | 2連覇                                                             |
| 8    | 360°モンキーズ                                                                        | 太田プロダクション | 懐かしのプロ野球助っ人外国人シリーズ ＋元巨人キャッチャーの小田（+クロス落ち） | コンビ優勝                                                        |
| 9    | 牧田知丈                                                                              | 一般参加 製薬会社勤務 | 中日ドラゴンズ選手時代の落合博満シリーズ                                       | 名古屋から参加 初の一般参加からの優勝者                           |
| 10   | 末吉くん                                                                              | 太田プロダクション | 平泉成シリーズ                                                                 |                                                                   |
| 11   | 阿部浩貴 （アップダウン）                                                             | よしもとクリエイティブ・エージェンシー                                                                                           | 「○○」が『□□』に聞こえる経堂駅前のコンビニ店員シリーズ                         |                                                                   |
| 11   | 森田まりこ                                                                            | よしもとクリエイティブ・エージェンシー                                                                                           | 宝塚音楽学校の入学試験を受けている女子高生 （＋リアルゴリラ）                  | 準優勝                                                            |
| 11   | 小出真保（麦芽）                                                                      | 太田プロダクション | 「王様のブランチ」の時の優香シリーズ                                           | 見たい!（特別賞）                                                 |
| 12   | 竹岡和範 （ハイエナ）                                                                 | プライム | 「サ行」が言えない人シリーズ                                                   |                                                                   |
| 12   | なかのよいこ                                                                          | 石井光三オフィス | ドラマで見せる浅野温子独特のタメ                                               | ただ見てみたい!（特別賞）                                         |
| 12   | 宇都宮まき                                                                            | よしもとクリエイティブ・エージェンシー                                                                                           | 彼氏の家に来た彼女シリーズ                                                     | ただ見てみたい!（特別賞）                                         |
| 12   | 小出真保（麦芽）                                                                      | 太田プロダクション | 優香シリーズ                                                                   | ただ見てみたい!（特別賞）                                         |
| 13   | ウクレレえいじ                                                                        | WAHAHA本舗 | 旅番組・ケーシー高峰師匠など                                                   |                                                                   |
| 13   | 阿佐ヶ谷姉妹                                                                          | オフィスプラム（当時） | 由紀さおり・安田祥子姉妹シリーズ                                               | 準優勝                                                            |
| 13   | エハラマサヒロ                                                                        | よしもとクリエイティブ・エージェンシー                                                                                           | 「○○」の曲をアレンジしすぎる矢野顕子シリーズ                                   | ただ見たい!（特別賞）                                             |
| 14   | 松雪オラキオ （当時） （弾丸ジャッキー）                                              | ニュースタッフエージェンシー | 各国の体操選手シリーズなど                                                     |                                                                   |
| 14   | 蛸あげ 水牛（オバアチャン）                                                           | よしもとクリエイティブ・エージェンシー                                                                                           | ドキュメント番組「刑務所の中」シリーズ                                         | 準優勝                                                            |
| 14   | 藤田かおる                                                                            | ニュースタッフエージェンシー | ライブ客との一体感を大切にするプリンセスプリンセス奥居香など                   | 単純に見たい!（特別賞）                                           |
| 14   | 松岡智子 柴田由美子                                                                   | セイ・タレントプロダクション | アンジェラ・アキシリーズ                                                       | 単純に見たい!（特別賞）                                           |
| 14   | 山本高広                                                                              | ワタナベエンターテインメント | 織田裕二シリーズほか                                                           | 単純に見たい!（特別賞）                                           |
| 15   | アナログタロウ                                                                        | フリー | どうでもいい情報を教えてくれる、80年代歌番組の曲紹介                           |                                                                   |
| 15   | 代走みつくに                                                                          | 松竹芸能 | 「お客様に愛されて60年、マルイ中野本店が閉店する時の店長の挨拶」などメガホン芸 | 準優勝                                                            |
| 15   | 蛸あげ 水牛（オバアチャン）                                                           | よしもとクリエイティブ・エージェンシー                                                                                           | ドキュメント番組「刑務所の中」シリーズ                                         | 3位                                                               |
| 15   | やす（ずん）                                                                          | 浅井企画 | 道場に入る時につまずくがごまかして弟子達の目線を神棚にそらす空手師範代など     | 4位                                                               |
| 15   | 岩崎なおあき 古賀シュウ                                                               | 劇団パロディフライ（岩崎） 太田プロダクション（古賀）                                                                            | 「熱闘甲子園」の決勝VTRの前フリの栗山英樹と長島三奈                            | 単純に見たい!（特別賞）                                           |
| 16   | 松岡智子 柴田由美子                                                                   | セイ・タレントプロダクション | 何気ない一言にも深みが出る真矢みきシリーズ                                     | 芸人以外で牧田に次ぐ2組目、かつ女性初の優勝（ラジオアナウンサー） |
| 16   | 植山由美子 （天然もろこし）                                                           | 松竹芸能 | B級●●の効果音モノマネシリーズ                                                  | 準優勝                                                            |
| 16   | 小森麻由（梅小鉢）                                                                    | 松竹芸能 | 京都のストリートミュージシャンシリーズ                                         | 第3位                                                             |
| 16   | 高田紗千子（梅小鉢）                                                                  | 松竹芸能 | 菅野美穂シリーズ                                                               | 見たい!（特別賞）だが、大博士曰く、3位タイ                        |
| 17   | 古賀シュウ                                                                            | 太田プロダクション | 長島三奈シリーズ                                                               |                                                                   |
| 17   | ニッチロー                                                                            | フリー | イチローシリーズ                                                               | 準優勝                                                            |
| 17   | 中村愛                                                                                | 浅井企画 | 平井理央シリーズ                                                               | 第3位                                                             |
| 17   | 小森麻由（梅小鉢）                                                                    | 松竹芸能 | 京都のストリートミュージシャンシリーズ                                         | 見たい!（特別賞）                                                 |
| 17   | 山本高広                                                                              | ワタナベエンターテインメント | 渡部篤郎シリーズほか                                                           | 見たい!（特別賞）                                                 |
| 17   | 博多華丸 （博多華丸・大吉） 松下笑一 パタパタママ                                     | よしもとクリエイティブ・エージェンシー                                                                                           | サウナ「ウェルビー」シリーズ                                                   | 見たい!（特別賞）                                                 |
| 18   | キンタロー。                                                                          | 松竹芸能 | 大島優子、前田敦子シリーズなど                                                 |                                                                   |
| 18   | AD内田ノートルダム                                                                    | 当番組AD（当時） | モノマネは行わず、前の芸人がモノマネした際の残骸を拾う係                       | 助手曰く「今大会の優勝者」                                        |
| 18   | 長浜之人 （キャン×キャン）                                                            | ヴィジョンファクトリー | 舞の海シリーズ                                                                 | 準優勝                                                            |
| 18   | 竹下ポップ にしね・ザ・タイガー 華井二等兵 （モナコ大作戦）                           | 松竹芸能 | ヒーローショー                                                                 | 第3位 決勝戦不出場ながら入賞                                      |
| 18   | 小堺一機                                                                              | 浅井企画 | 堺正章シリーズ                                                                 | 見たい!（特別賞）                                                 |
| 19   | みょーちゃん劇団                                                                      | 松竹芸能 （Misa除く） | 日中共同制作映画シリーズ                                                       |                                                                   |
| 19   | 横澤夏子                                                                              | よしもとクリエイティブ・エージェンシー                                                                                           | ○○な女シリーズ （＋「わっしょい百万夏まつり」助演）                            | 準優勝                                                            |
| 19   | BBゴロー                                                                              | トップ・カラー | 稲川淳二シリーズ                                                               | 第3位                                                             |
| 19   | カシューナッツ （ゆんぼだんぷ） 赤阪侑子 （アルミカン）                               | 松竹芸能 | 織田無道シリーズ                                                               | 見たい!（特別賞）                                                 |
| 19   | 弾丸ジャッキー タカギマコト （ウキウキワクワク）                                      | ニュースタッフプロダクション （弾丸ジャッキー） 三木プロダクション（タカギ）                                                     | 中華料理店シリーズほか                                                         | 見たい!（特別賞）                                                 |
| 19   | 小堺一機 堺正章                                                                       | 浅井企画（小堺） エスダッシュ（堺）                                                                                              | W堺正章                                                                        | 見たい!（特別賞）                                                 |
| 20   | オラキオ体操クラブ                                                                    | ニュースタッフプロダクション （弾丸ジャッキー） 三木プロダクション （タカギマコト） 飲食店勤務 （松本賀代） ケビン ヨン 上原直樹 | B級インド映画シリーズ                                                          | 第14回大会のオラキオ個人での優勝を含めると2度目の優勝             |
| 20   | こにわ 長谷川恒希                                                                     | サンミュージック企画 （こにわ） 会社員（長谷川）                                                                                 | 石橋貴明・矢作兼シリーズ                                                       | 準優勝                                                            |
| 20   | カシューナッツ （ゆんぼだんぷ） アルミカン 松原タニシ 左近しおり （ぺんぎんダービー） | 松竹芸能 | 織田無道&ブッチャーシリーズ                                                    | 第3位                                                             |
| 20   | 横澤夏子                                                                              | よしもとクリエイティブ・エージェンシー                                                                                           | ○○な女シリーズ                                                                 | 見たい!（特別賞）                                                 |
| 20   | 代走みつくに                                                                          | 松竹芸能 | 無所属新人議員候補&夜行バス添乗員のメガホン芸                                  | 見たい!（特別賞）                                                 |
| 20   | キンタロー。                                                                          | 松竹芸能 | 北朝鮮の天才子供歌手ほか                                                       | 見たい!（特別賞）                                                 |
| 21   | ゆんぼだんぷ                                                                          | 松竹芸能 | 風流な音色シリーズ                                                             | 3組目となるコンビ優勝者                                           |
| 21   | ウクレレえいじ                                                                        | WAHAHA本舗 | 山手線の女子高生ほか                                                           | 準優勝                                                            |
| 21   | みょーちゃん劇団                                                                      | 松竹芸能 （みょーちゃんのみ） | 韓国映画シリーズ                                                               | 第3位                                                             |
| 21   | 博多華丸 （博多華丸・大吉）                                                           | よしもとクリエイティブ・エージェンシー                                                                                           | 新橋のサウナ「アスティル」の常連のオッサン                                     | 見たい!（特別賞） 華丸は本選不出場                                |
| 21   | 横澤夏子                                                                              | よしもとクリエイティブ・エージェンシー                                                                                           | ○○な女シリーズ                                                                 | 見たい!（特別賞） 華丸は本選不出場                                |
| 21   | 瞬間メタル                                                                            | タイタン | Vシネマのチンピラシリーズ                                                      | 見たい!（特別賞） 華丸は本選不出場                                |
| 21   | オラキオ体操クラブ                                                                    | ニュースタッフプロダクション （弾丸ジャッキー） 三木プロダクション （タカギマコト） 飲食店勤務 （松本賀代） ケビン ヨン 上原直樹 | B級インド映画シリーズ                                                          | 見たい!（特別賞） 華丸は本選不出場                                |
| 22   | 阿佐ヶ谷姉妹                                                                          | ASH&Dコーポレーション | ○○にいる人シリーズ                                                             | 4組目となるコンビ優勝者                                           |
| 22   | 横澤夏子                                                                              | よしもとクリエイティブ・エージェンシー                                                                                           | ○○な女シリーズ                                                                 | 準優勝                                                            |
| 22   | キンタロー。                                                                          | 松竹芸能 | 荒川静香ほか                                                                   | 第3位                                                             |
| 22   | 牧田知丈                                                                              | 一般参加 製薬会社勤務 | 往年の野球選手シリーズ （＋誕生日の祝福も兼ねて）                              | 見たい!（特別賞）                                                 |
| 22   | こがけん                                                                              | よしもとクリエイティブ・エージェンシー                                                                                           | ハリウッド映画シリーズ                                                         | 見たい!（特別賞）                                                 |
| 22   | 弾丸ジャッキー                                                                        | ニュースタッフプロダクション | 倉田保昭シリーズほか （＋最後のコンビ出演のネタを兼ねて）                      | 見たい!（特別賞）                                                 |
| 22   | 博多華丸 （博多華丸・大吉） 原口あきまさ                                              | よしもとクリエイティブ・エージェンシー （華丸） ケイダッシュ（原口）                                                             | 「平尾昌晃 チャリティゴルフコンペ」での一場面シリーズ                          | 見たい!（特別賞）                                                 |
| 23   | 小出真保 チャンス大城                                                                 | 太田プロダクション （小出） | ドキュメント番組「ザ・ノンフィクション」シリーズ                               | 初の男女ペア優勝者                                                |
| 23   | 佐橋大輔 （ガンリキ） えびす （キングジョー） さくらかおり                            | プロモーション・ススム （さくら以外）                                                                                            | 往年のドラマシリーズ                                                           | 準優勝                                                            |
| 23   | アマレス兄弟                                                                          | プライム （アマレス兄） ニュースタッフプロダクション （アマレス太郎）                                                            | レスリング選手シリーズ                                                         | 第3位                                                             |
| 23   | 松浦景子                                                                              | よしもとクリエイティブ・エージェンシー                                                                                           | 中国雑技団シリーズ                                                             | 見たい!（特別賞）                                                 |
| 23   | 森田まりこ                                                                            | よしもとクリエイティブ・エージェンシー                                                                                           | 売れたいグラビアアイドルシリーズ                                               | 見たい!（特別賞）                                                 |
| 23   | 河本準一 （次長課長） ジャッキーちゃん                                                | よしもとクリエイティブ・エージェンシー （河本のみ）                                                                              | ジャッキー・チェン映画シリーズ                                                 | 見たい!（特別賞）                                                 |

ザ・細かすぎて伝わらないモノマネ
| 回次 | 優勝者および入賞者                              | 所属                                                                                           | ネタ | 備考              |
| ---- | ----------------------------------------------- | ---------------------------------------------------------------------------------------------- | --- | ----------------- |
| 1    | たつろう（LOVE）                                | よしもとクリエイティブ・エージェンシー                                                         | 空中に文字を書く人 | 優勝              |
| 1    | 河邑ミク 森本サイダー                           | 松竹芸能                                                                                       | 一旦自撮りをやめる人 | 準優勝            |
| 1    | 松尾駿 （チョコレートプラネット）               | よしもとクリエイティブ・エージェンシー                                                         | 好きな焼き鳥を聞かれたときのIKKO | 第3位             |
| 1    | 佐橋大輔 （ガンリキ） えびす （キングジョー)    | プロモーション・ススム                                                                         | スポーツ界の不祥事が霞んでしまう程ありえないコミュニケーションをとる伴宙太                                                                 | 見たい!（特別賞） |
| 1    | sa’Toshl まねだ聖子                             | 41PROMOTION（sa’Toshl） クヤマプロモーション（まねだ聖子）                                     | 舞台終わりでお互いを紹介し合うToshlと松田聖子                                                                                              | 見たい!（特別賞） |
| 2    | 駆け抜けて軽トラ                                | 松竹芸能                                                                                       | 「昭和ポルノの世界」 木彫り職人の見習いと信仰心のない女                                                                                    | 優勝              |
| 2    | 信濃岳夫 金原早苗                               | 吉本興業                                                                                       | 結婚記者会見でプロポーズの言葉を聞かれ結局大したことを言わない滝川クリステルと小泉進次郎                                                   | 第2位             |
| 2    | 佐橋大輔 （ガンリキ） 小林アナ こばんざめ佐藤   | プロモーション・ススム（佐橋） サンミュージックプロダクション（小林） げんしじん事務所（佐藤） | 漫画「嗚呼!!花の応援団」 昭和の漫画ならではのハラスメントだらけの応援団隊長青田赤道・彼女・彼女のお父さん                                  | 第3位             |
| 2    | 我こそは田中                                    | 松竹芸能                                                                                       | コミカルかと思いきややっぱり暑苦しい役所広司                                                                                               | 見たい!（特別賞） |
| 2    | カトゥー                                        | マセキ芸能社                                                                                   | 焼き上がったピザに独特なトッピングをする芸術家 片岡鶴太郎                                                                                  | 見たい!（特別賞） |
| 3    | 岡田直子                                        | 吉本興業                                                                                       | 普段女子力がない女の子から不意に女が出る瞬間                                                                                               | 優勝              |
| 3    | 俵山峻 （スクールゾーン） スカチャン            | 吉本興業                                                                                       | 誰もが大技を決めることをあきらめかけた次の瞬間やっぱり決めなかったシブがき隊（本木雅弘＝宮本和幸、薬丸裕英＝ヤジマリー。、布川敏和＝俵山） | 第2位             |
| 3    | たつろう                                        | 吉本興業                                                                                       | 虫に驚いた勢いを利用して言葉を紡ぐ人 | 第3位             |
| 3    | アマレス兄弟                                    | フリー                                                                                         | 泥酔レスラー | 見たい!（特別賞） |
| 3    | 横澤夏子                                        | 吉本興業                                                                                       | 赤ちゃんが可愛すぎてバグるお母さん | 見たい!（特別賞） |
| 4    | 俵山峻 （スクールゾーン）                       | 吉本興業                                                                                       | バイトの子を狙っている、この後すぐ潰れるイタリアン居酒屋の店長                                                                             | 優勝              |
| 4    | 小森麻由 （梅小鉢）                             | 松竹芸能                                                                                       | 部屋あたり一面我が子が散らかした後を片付けながら育児の深さを知る主婦                                                                       | 第2位             |
| 4    | ハギノリザードマン                              | サンミュージックプロダクション                                                                 | 玄関先に止めてある、風が強い日の自転車 | 第3位             |
| 4    | 岡田直子                                        | 吉本興業                                                                                       | 普段女子力がない女の子から不意に女が出る瞬間                                                                                               | 見たい!（特別賞） |
| 4    | みほとけ ダークホース山出                       | 浅井企画（みほとけ） ニュースタッフプロダクション（山出）                                      | 深夜のバラエティ番組にて深夜ならではのいじりをする有吉弘行（山出）と、バラエティをわかっているみちょぱ（みほとけ）                         | 見たい!（特別賞） |
| 5    | 都留拓也 （ラパルフェ） はじめ （ふくらすずめ） | ワタナベエンターテインメント                                                                   | 大ヒットアニメ映画 第1作目 終盤にある顔芸                                                                                                  | 優勝              |
| 5    | ハギノリザードマン                              | サンミュージックプロダクション                                                                 | 隣の家に来ている佐川急便の声 | 第2位             |
| 5    | MAB                                             | 太田プロエンターテインメントカレッジ名古屋校                                                   | 石橋貴明にイジられるも嬉しそうに見える伊集院光                                                                                             | 第3位             |
| 5    | 大納言光子 フレサワソラ                         | 松竹芸能                                                                                       | しゃぶ葉 秋葉原アトレ2号店でもう1台のロボットとバッティングしてしまい絶対に道を譲らないネコ型配膳ロボット                                  | 見たい!（特別賞） |
| 5    | プラン計画                                      | 松竹芸能                                                                                       | なんか思ってた展開と違うWEB CM | 見たい!（特別賞） |
| 6    | ハギノリザードマン                              | サンミュージックプロダクション                                                                 | 話を聞いてないようでちゃんと聞いてる人 | 優勝              |
| 6    | たつろう                                        | 吉本興業                                                                                       | 携帯を契約するとき丸投げする人 | 第2位             |
| 6    | オーサカクレオパトラ                            | 吉本興業                                                                                       | 餅まきの最後尾で何をしているわけでもないが絶妙に腹たつ顔をしているおばさん                                                                 | 第3位             |
| 6    | 木坂哲平 （パニーニ） オキシジェン              | 太田プロダクション（木坂） ホリプロコム（オキシジェン）                                        | 盛り上がっている若手楽屋を舞台と勘違いして入ってきてしまう晩年の内海桂子師匠                                                               | 見たい!（特別賞） |
| 6    | 俵山峻 （スクールゾーン） スカチャン            | 吉本興業                                                                                       | 大技を決めそうで決め続けないシブがき隊 | 見たい!（特別賞） |
| 7    | 横澤夏子                                        | 吉本興業                                                                                       | 店員に誕生日ケーキの指示を出す女 | 優勝              |
| 7    | ハギノリザードマン                              | サンミュージックプロダクション                                                                 | 喫煙者のひと口目のうどん | 第2位             |
| 7    | みかん                                          | 株式会社UsUp!（自身運営会社）                                                                  | CMの時の黒柳徹子 | 第3位             |
| 7    | 駆け抜けて軽トラ                                | 松竹芸能                                                                                       | 女子であることを隠しながら甲子園優勝を目指すキャッチャーが主人公の漫画 最終回                                                              | 見たい!（特別賞） |
| 7    | 川野翔                                          | 劇団四季                                                                                       | 甲子園、職人すぎて時間がわかる阪神園芸 | 見たい!（特別賞） |
| 8    | 市川刺身 （そいつどいつ）                       | 吉本興業                                                                                       | それは無理だった人 | 優勝              |
| 8    | おいら                                          | ミュージカル俳優                                                                               | たぶん怪しいエステの店員 | 第2位             |
| 8    | よね皮ホホ骨（くるくるコミック）                | 吉本興業                                                                                       | たぶん捕まる奴 | 第3位             |
| 8    | ケビン                                          | ニュースタッフプロダクション                                                                   | 本来の帽子の使い方を知らない三浦大知 | 見たい!（特別賞） |
| 8    | 牧田知丈                                        | 一般参加                                                                                       | ストライクかボールかクサイ球に対処する名捕手シリーズ（正直すぎる谷繁元信捕手編／グラウンドの詐欺師達川光男捕手編）                         | 見たい!（特別賞） |
| 8    | ハギノリザードマン                              | サンミュージックプロダクション                                                                 | Live Photos機能で撮った写真 | 見たい!（特別賞） |
| 8    | 駆け抜けて軽トラ                                | 松竹芸能                                                                                       | 女子であることを隠しながら甲子園優勝を目指すキャッチャーが主人公の漫画「ミスリード」 プロポーズの回                                        | 見たい!（特別賞） |
| 9    | ボルトボルズ                                    | 松竹芸能                                                                                       | 助けようとして助けない地方イベンターの「膝」                                                                                               | 優勝              |
| 9    | にぼしいわし                                    | フリー                                                                                         | フードコートでの心温まる時間 | 第2位             |
| 9    | ミクミクサイダー                                | 松竹芸能                                                                                       | レジでお金を数えてて好きになっちゃう人 | 第3位             |
| 9    | 横澤夏子                                        | 吉本興業                                                                                       | M-1グランプリの登場曲のような相槌を打つ女                                                                                                  | 見たい!（特別賞） |
| 9    | 駆け抜けて軽トラ                                | 松竹芸能                                                                                       | 女子であることを隠しながら花園優勝を目指すラグビー選手が主人公の漫画「ラガールマン」 キックの回                                            | 見たい!（特別賞） |
| 9    | 市川刺身（そいつどいつ）                        | 吉本興業                                                                                       | スタジアムの巨大スクリーンに自分が映った時のジレンマ                                                                                       | 見たい!（特別賞） |
| 9    | アマレス兄弟 錦優翔＆高谷惣亮                   | フリー                                                                                         | 世界1位・2位 vs 姑息な雑魚レスラー | 見たい!（特別賞） |
| 9    | 古賀シュウ                                      | 太田プロダクション                                                                             | 「ゲゲゲの鬼太郎に出てくる妖怪は全部で何種類?」の質問に答える原作者水木しげる                                                              | 見たい!（特別賞） |

## DVD
エイベックス・マーケティングよりDVD『とんねるずのみなさんのおかげでした 博士と助手 細かすぎて伝わらないモノマネ選手権』Vol.1-3が2010年12月3日、Vol.4-6は2010年12月17日に発売された。2011年12月21日にはシーズン2Vol.1-2が発売された。第17回大会以降はDVDに発売されていない

### シーズン1
1. 「リカコと過ごした夏」 - 第1〜5回大会収録。
2. 「ヴァ〜ヴァヴァンヴァヴァヴァヴァヴァ〜ヴァ〜ヴァン」 - 第6-8回大会収録。
3. 「平泉の乱」 - 第9〜10回大会収録。
4. 「部屋と優香とリアルゴリラ」 - 第11-12回大会収録。
5. 「エイシャライエイシャー!」 - 第13-14回大会収録。
6. 「シーズン1ファイナル〜穴と哀しみの果てに〜」 - 第15回大会収録。
7. 「品川イマジカ秘蔵版」 - シーズン1Vol.1-6の初回生産分に付属の応募券を送付した人全員が貰える非売品で、未公開となったネタを収録。

### シーズン2
1. 「デオデオデオデオ」 - 第16回大会収録。特典映像として「幻の外国人ものまね選手権」を収録。
2. 「紅白モノマネ合戦〜深夜3時の奇跡編」 - 第1回紅白モノマネ合戦を収録。特典映像として「幻のアクションギャグ選手権」を収録。

著作権の関係で、BGM（スター・ウォーズ・シリーズ、バック・トゥ・ザ・フューチャー）や出囃子（テルがデ・ニーロのモノマネをする時に流れる『ゴッドファーザー 愛のテーマ』や、マリア イーちゃんなどが小雪のモノマネをする時に流れる『ウイスキーが、お好きでしょ』なども含む）がアレンジ曲に差し替えられる、放送当時は写真だった有名人の写真が一部を除いてイラストに差し替えられる、放送当時に披露したネタが収録されていない、あるいはほかのネタに差し替えられたりしているなどの処置が採られている。